# 孫悟空

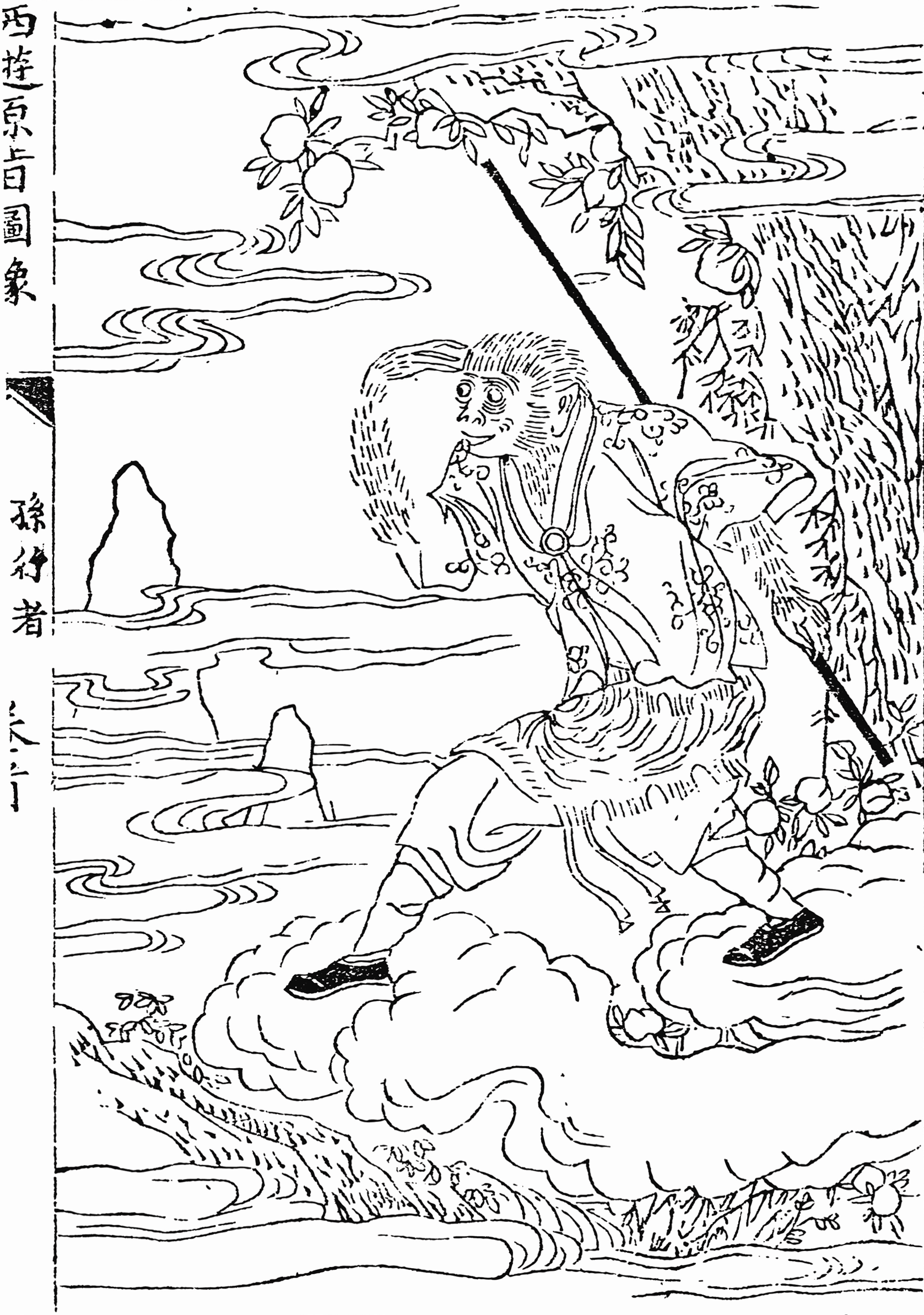
西遊原旨の挿絵より。

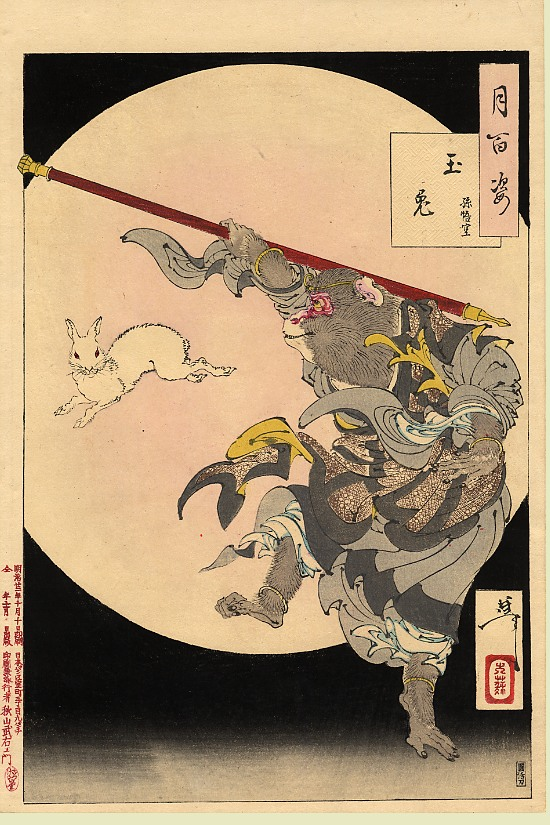
『玉兎』（月岡芳年『月百姿』）孫悟空と月の妖精。

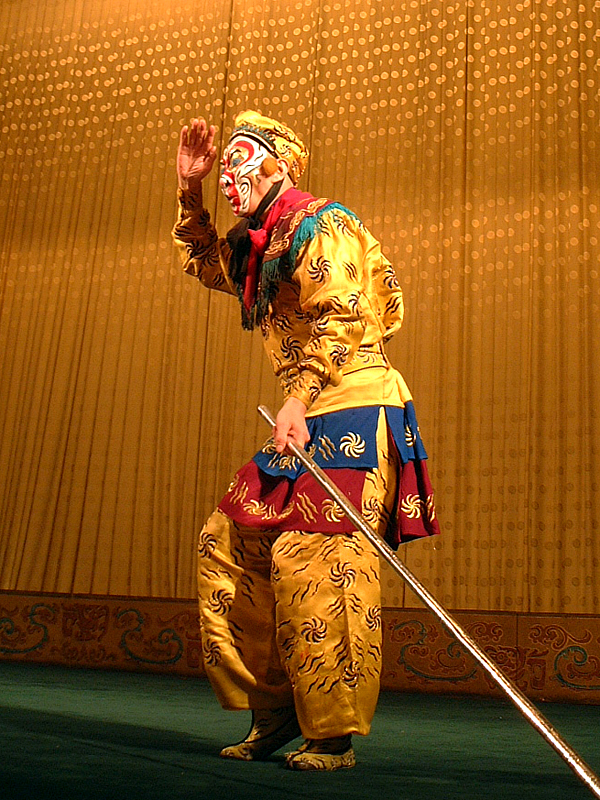
京劇『西遊記』の孫悟空。

孫 悟空（そん ごくう、スェン・ウーコン、繁体字: 孫悟空; 簡体字: 孙悟空; 拼音: Sūn Wùkōng; ウェード式: Sun¹ Wu⁴- k'ung¹; 粤拼: Syun¹ ng⁶hung¹）は、中国の四大奇書小説『西遊記』の主要登場キャラクターの一人である上仙。今も崇拝される道教の神でもあり、香港をはじめ、台湾や東南アジアでは一般に斉天大聖（）の号で呼ばれ、信仰されている。彼は中国の民間信仰のなかで最も活躍する英雄の一人である。別名は孫行者。
元代の『西遊記』（最古とされる）のあらすじを収録した朝鮮の書『朴通事諺解』（1677年）には孫吾空として登場する。また、齊天大聖の登場する主な雑劇（説話）は以下のとおり。これら先行する各種作品をうけて明代に100回本としてまとめられ集大成したものが分量が多すぎたため、清代には整理簡略された簡本のうち康熙33年（1694年）刊行の『西遊真詮』が比較的よくみられる『西遊記』である。
- 西遊雑劇（戯曲）
- 斉天大聖（戯曲）
- 八仙過海

## 概要
『西遊記』の雑劇などの書作品での通称は猴行者、あるいは通天大聖などさまざまな名前で呼ばれているが、孫行者の名に落ち着いた。日本でよく知られた孫悟空は諱であり避諱により当時の中国では一般には使用されない。
以下、明、清の刊本の『西遊記』に基づく概略を記す。

### 生い立ち
昔々、東勝身洲（須弥山の周囲にある閻浮提の一つ）にある傲来国（）付近の海にいる花果山の頂に一塊の仙石があった。天地開闢からずっと天地や日月の精華を感じ続けた故、その中に仙胞が形成した。この石が割れて卵を産み、卵は風にさらされて一匹の石猿が孵った。この石猿は、島に住む猿たちが、誰かが谷川の水源を見つけたら王様にするというので、勇を振るって滝壺に飛び込み、水簾洞という住み処を見つけてきたので、約束どおり猿たちに崇められ美猴王（）と名乗ることになった。
数百年経ったある日、限りある命に儚さを感じたことから不老不死の術を求めて旅に出て、十年以上かけて西牛賀洲に住む須菩提祖師（）という仙人を探し出して弟子入りした。祖師は、姓を持たぬという美猴王に孫という姓を与え、孫悟空の法名を授ける。7年後、兄弟子を差し置いて、念願の長寿の妙道を密かに教わり、さらに3年後に地煞数（）という七十二般の変化術を自然に悉く体得してしまった。さらに觔斗雲（）の法も教わって自在に空の雲に乗れるようになる。ところが、他の弟子に術を見せびらかしたことから、祖師の怒りを買い故郷に帰るように命じられた。
花果山に帰郷すると、混世魔王という化け物が水簾洞を荒らしていたので身外身の術で退治したが、これをきっかけに傲来国に出かけて大量の武器を強奪して配下の猿たちに配って守りを固めさせ、配下の猿を軍隊にまとめ上げた。そうすると自分の武器も手に入れたくなり、海中の東海竜王敖廣の宮殿である龍宮にいき、悟空の意によって自在に伸縮する如意金箍棒を無理矢理譲ってもらう。さらに長く居すわって残りの三海の竜王たちからも武具を要求し、金の冠、金の鎧、歩雲履の防具一式を持ってこさせた。
牛魔王を含む6大魔王の妖仙と義兄弟となり、宴席で酔いつぶれていると、幽冥界から使いが2人きて魂を連れ去り、「寿命が尽きた」という。しかしそんなはずはないと抗弁して暴れ、閻魔帳を持ってこさせると、なるほど孫悟空の寿命が342歳とあるので、自分の名を墨で塗りつぶし、ついでに猿の名前もすべて消した。もうお前らの厄介にはならんと冥界十王を殴って帰ってきたところで目が覚めたが、以後、悟空以外の山猿にも不老のものがふえたという。

### 大鬧天宮（）
こうして死籍を消すに至ったことから、天界からも危険視される存在になった。天上界の主宰者、天帝は悟空を討伐しようとするが、太白の意見で思い直し、官吏として天界に召すことで懐柔することにした。悟空は、天界の使者に喜び、弼馬温の官職に任命されたが、半月後にその身分が低いと知ってへそを曲げ、不意に脱走してしまう。地上ではすでに十数年経っていたが、帰還した美猴王を神としてかしずく猿たちに囲まれて気分がいいところに、独角鬼王という妖怪が訪ねてきて臣下となり、さらに褒めそやして煽てたので、有頂天になった悟空は斉天大聖と自ら号するようになった。これを聞いた天帝は身の程知らずの石猿だと怒り、托塔李天王を大将にする討伐軍に派遣したが、先鋒の巨霊神と哪吒太子（）が敗れて歯が立たないと、悟空の神通力に恐れをなして退却した。
力で抑えるのが難しいとわかると、再び太白の意見で懐柔策をとることになり、二度目は悟空の希望通りの待遇とすることにして、新官職「斉天大聖」が創設され、正式に任命された。これは職務のない名目だけの官職であった。これでしばらくは悟空も満足していたが、天界では暇をもてあましていたので、新たに蟠桃園（）の管理を任されることになる。ところが、不老は悟空の最も好むところであり、栽培されている仙桃が熟れるのを待って食べ尽くした。そこに美しい仙女たちが桃を摘みに来て宴会が催されるというので、悟空は仙女たちが歓談する宴席に忍び込んで酒番を眠らせ、仙酒仙肴を食べ荒らし、さらに酔ったはずみで兜率天宮に迷い込んだので、ついでに太上老君の金丹の全部を頬張って、再び天界を逃げ出した。
悟空が戻ると地上では百年経過していた。天帝は烈火のごとく怒り、天兵10万を派遣して包囲し、諸将を総動員して攻めかからせた。悟空の側は、一人だけで九曜星君達を打ち負かした後、神々の総攻撃で七十二洞の妖怪たちと独角鬼王は生け捕られたが、猿たちはすべて逃げ延び、悟空は恵岸をも負かし、そして哪吒太子と托塔李天王と四大天王を身外化身で撃退した。ところが恵岸がその師である観音菩薩に苦戦を報告したところ、菩薩は天帝に顕聖二郎真君を推薦する。二郎真君は梅山の六兄弟と共に悟空を遂に追い詰め、太上老君の投げた金剛琢で悟空が脳天を打たれてふらふらのところを捕まえた。

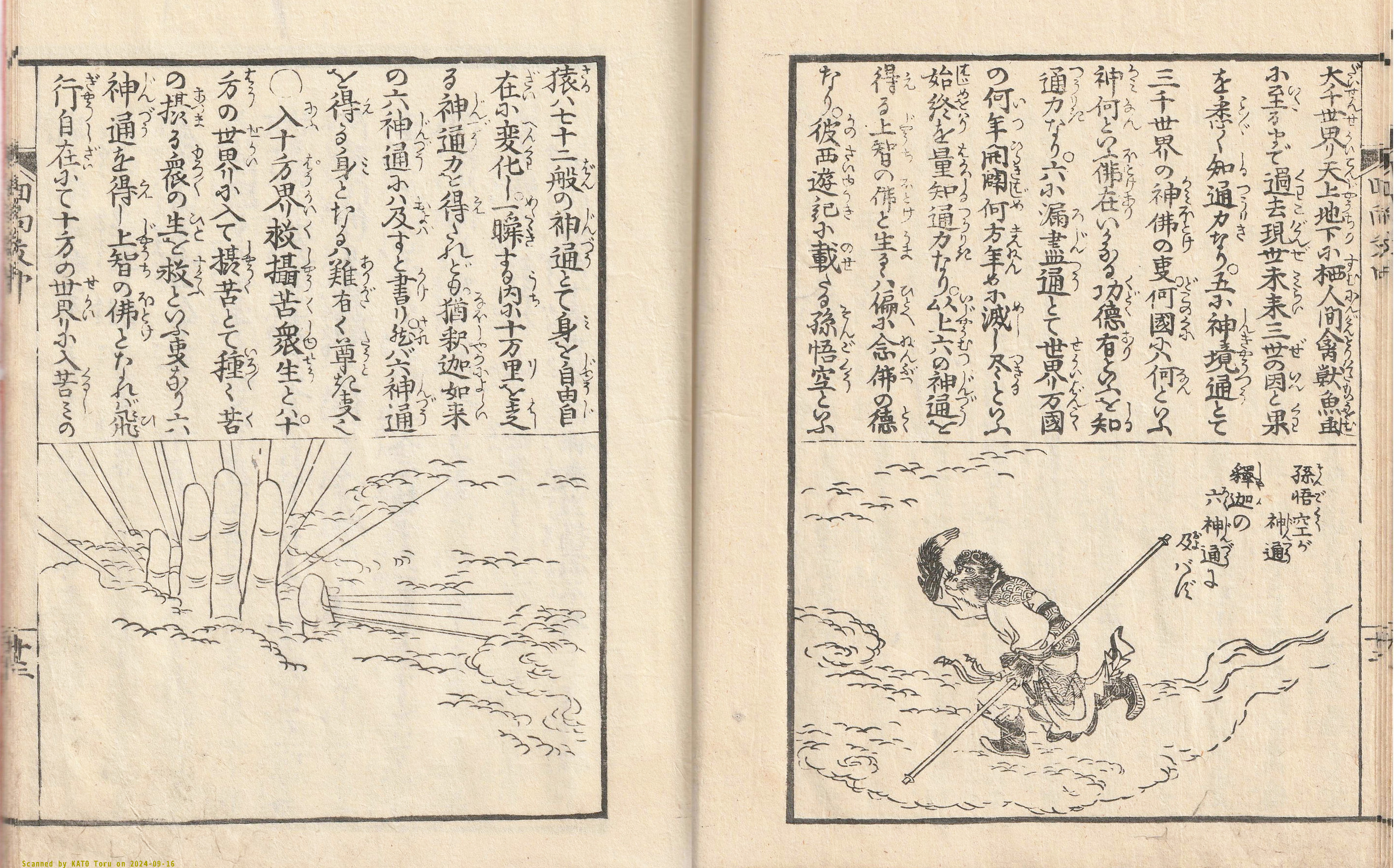
如来の手のひらと孫悟空。好花堂野亭『浄土宗回向文和訓図会』巻之中(1846年)の松川半山による挿絵。

天帝は、悟空を斬妖台に引きだして八つ裂きの刑にするが、悟空の前では刀も斧も歯が立たず、火神の炎や雷神の雷すら効果が僅かもなかった。太上老君の解釈のよると、これは仙丹が三昧真火により悟空と一体化したので傷付けられない体となっていると言う。最終手段として太上老君の秘法八卦炉の前に差し出し押し込めて六丁神火で仙丹を分離させるとするも、火の回らない巽の隅に退避して無事を得る（代わりにいぶされて目が「火眼金睛」となった、つまり炎の煙に弱い眼病。その後あらゆる嵐の影響を無効化できる定風丹を食べたが、炎が巻き上げた煙に効かないかどうかは不明）。もう焼き尽くされたかと炉を開けると、勢い八卦炉から飛び出し、大暴れしてもう手が付けられない状態になった。悟空が怖ろしくなった天帝は、雷音寺の釈迦如来に助けを求めることになる。如来は悟空に身の程をわきまえさせるために賭けを持ちかけ、如来の手のひらから飛び出せなかった悟空を取り押さえて、五行山に五百年間封印してしまった。

### 取経の旅へ
五百年後、観世音菩薩の救済によって三蔵法師の弟子となって功徳を積むことを許され、天竺までの取経の旅を助けることになる。三蔵法師からはおもに孫行者（）と呼ばれている。弟子になってからも反抗的な態度は相変わらずで、納得できない時は相手が神々や如来、菩薩だろうと平気で文句は言うし反抗的態度に出る。乱暴な気質も相変わらずで、相手が人間であっても邪魔なものは力ずくで排除ないし従わせようと考えることがしばしばであり、それが原因で三蔵の怒りを買い、確執の原因となることが多い。しかし仁義や礼儀に精通しており、その他で無礼を働くことはない。初め三蔵法師に反発して脱走も試み、その後もいわれのない罪で破門されたりしているが、観世音菩薩や釈迦如来の導きもあり、結局はいつも三蔵法師の元に戻ってくる。旅では失敗を繰り返して学習し成長しながら、次第に行いが改まっていくが、不機嫌さや不満を露にすることが多い。三蔵との関係は師匠と弟子というよりも、無知無力な人間を庇う守護者のような損な役回りで、人使いの粗い三蔵には困らされることが多い。取経の旅の間、白骨夫人や霊感大王や、万聖竜王など多くの魔物や悪霊と戦いを繰り広げながら退治していき、多勢に及ぶ魔を降し遂に取経の旅に成功すると、三蔵法師を守り固め天竺から多くの経典を持ち返ったその抜群の功績を認められ、仏となった。
なお、ここで書いたとおり孫悟空は本篇や漢詩中で、各種の名前や肩書きで呼ばれている。ここに書いたほかにも、大聖翁、猴仔公、心猿、混元一気上方太乙金仙美猴王斉天大聖など、様々な名称で呼ばれている。

## 孫悟空のモデル
中国西部の陝西省やチベットなどに生息するキンシコウを研究する日本モンキーセンター世界サル類動物園長の小寺重孝が、NHKの動物の生態を紹介するテレビ番組『ウオッチング』で、「美猴王」を名乗った孫悟空のモデルにふさわしい美しいサルであり、もしかしたらこれがモデルなのかもしれないと紹介した。後に『アサヒグラフ』1985年3月29日号にて、小寺重孝本人も勘違いと認めているが世間に広まったためひっこみがつかなくなっているという旨の談話が掲載されている。『西遊記』そのものを研究している中国文学研究者は、作中描写から判断するとマカク属のアカゲザルである可能性が高いとする説を提唱しており、例えば同属のニホンザルと異なり水泳を好むアカゲザルの生態などが巧みに『西遊記』の中に描写されていることなどを指摘している。
また、中国起源説（岳亭丘山、魯迅など）は、中国神話に登場する水神「無支祁（巫支祁、無支奇）」に淵源を求める。
禹による無支祁退治の記録は『太平広記』に収められた説話（巻467「李湯」）に登場しており、唐の時代に楚州の知事であった李湯（りとう）が水中から引きあげた巨大な猿の妖怪の話を補うかたちで示されている。それによると禹による無支祁退治の記録は『古岳瀆経』というぼろぼろの古文書にあったものとされており、これが示されることで李湯の話（『古岳瀆経』の見つかる話は李湯の話から48年後の元和8年であるとされる）に登場した正体不明の大猿が無支祁であったのであろう、ということになっている。宋の時代からよく流布されるようになり戯曲などへの利用によって人々の知るところとなった。
猿のすがたや能力の高さ及び山の下に封じられること、水の属性との縁のある点から、『西遊記』に登場する孫悟空の原型のひとつになっているのではないかという考察が古くから存在している。石田英一郎は、猿と水の関係性からこれを説いているほか、無支祁が大索でつなぎとめられて封じられたとされていること自体も水に関する伝説の中で関連性の高い要素であると考察している。
孫悟空と無支祁を結びつけて考えるような点から、『西遊記』を素材とした雑劇には孫悟空の姉妹として、無枝祁聖母・亀山聖母という登場人物が設定されていたりもした。
これとはまた別に、インドの有名な叙事詩『ラーマーヤナ』の猿の神として登場するハヌマーンも黄金の肌と真紅の顔面そして長い尾を持つ姿として描かれているところから、ハヌマーンが孫悟空のモデルとする説も唱えられている。インドのヒンドゥー教寺院ではハヌマンラングールがハヌマーン神の使いとして手厚く扱われ、参詣者から餌などを与えられて闊歩している。ハヌマーンもまた孫悟空と同様に、超常的な神通力を使用し、空を飛んだり、体の大きさを変えたりした。また、場面によって猿軍団を率いる、山を持ち上げるなどの行為を行ったとされる。『ラーマーヤナ』の物語中でヴィシュヌの化身とされるラーマを助けて様々な局面で活躍する猿神の姿は、『西遊記』において猿妖である孫悟空が三蔵法師を護衛して活躍する姿と相似ている部分も多々見受けられ、『西遊記』の物語形成過程に『ラーマーヤナ』が少なからず影響を与えたことも考えられる。
また、中華人民共和国の安西地方に存在する楡林窟や東千仏洞などで発見された唐僧取経図には、玄奘三蔵のインドへの旅の様子が描かれているとされ、その中に出てくる案内人が孫悟空などの原型となっているのではないかとも言われている。
名の「悟空」については、唐代に実在し、インドまで赴いた僧侶・悟空（731年 - ?）の名をとったものではないかとする説がある。

### 泉州開元寺西塔浮彫
泉州開元寺の仁壽塔（西塔、嘉熙元年（1237年）完成）浮彫には梁武帝、「唐三藏」、東海火龍太子、猴行者の4種あり、『西遊記』の孫悟空となる前の姿がかいまみえる。